# Markus Pommer
Markus Pommer (Heilbronn, 27 januari 1991) is een Duits autocoureur.

## Carrière
Pommer begon zijn autosportcarrière in het karting in 1999, waarin hij actief bleef tot 2006. In 2007 begon hij in het formuleracing in de Formule BMW ADAC voor het team Mücke Motorsport. Achter zijn teamgenoten Philipp Eng en Kevin Mirocha werd hij tiende in het kampioenschap. Na de fusie van de Formule BMW ADAC en de Formule BMW UK in de Formule BMW Europa, stapte Pommer over naar Abt Sportsline in de ADAC Formel Masters voor 2008. Pommer won één race en eindigde vijf keer op het podium. Hij beëindigde het seizoen als vijfde vóór zijn teamgenoot Daniel Abt.
In 2009 startte Pommer in het Duitse Formule 3-kampioenschap voor het team Zettl Sportsline Motorsport. Hij eindigde twee keer als tweede en werd derde in het kampioenschap achter Laurens Vanthoor en Stef Dusseldorp. Pommer was de beste coureur met een Mercedes-motor. In 2010 bleef hij rijden in de Duitse Formule 3, maar nu voor het team Brandl Motorsport. Met een tweede plaats als beste resultaat werd hij achtste in het kampioenschap en was hij alweer de beste coureur met een Mercedes-motor. In 2011 reed hij zijn derde seizoen in de Duitse Formule 3, maar hij stapte over naar het team Motopark Academy. Nadat hij slechts één punt pakte in drie raceweekenden, stapte hij over naar Jo Zeller Racing. In zijn tweede race werd hij al tweede. Met vier podiumplaatsen eindigde hij als negende in het kampioenschap.
In 2012 start Pommer in de Formule 2.